# Fenoxicarb
El fenoxicarb es un carbamato que funciona como regulador en el crecimiento de insectos. Tiene una baja toxicidad para las abejas, las aves y los seres humanos, pero es tóxico para los peces. [cita requerida] La DL50 oral para ratas es superior a 16.800 mg/kg. 
El fenoxicarb no es neurotóxico y no tiene el mismo modo de acción que otros insecticidas carbamatos. En cambio, evita que los insectos inmaduros alcancen la madurez imitando la hormona juvenil. Es un insecticida que actúa por contacto e ingestión como un análogo de la hormona juvenil ampliamente utilizado en el control fitosanitario agrícola. Por su modo de acción impide la metamorfosis a estado adulto, interfiere con las mudas de las larvas y también es ovicida. Su degradación tanto en agua como en campo es relativamente rápida (menos de 24 horas).